# Julius Lehlbach

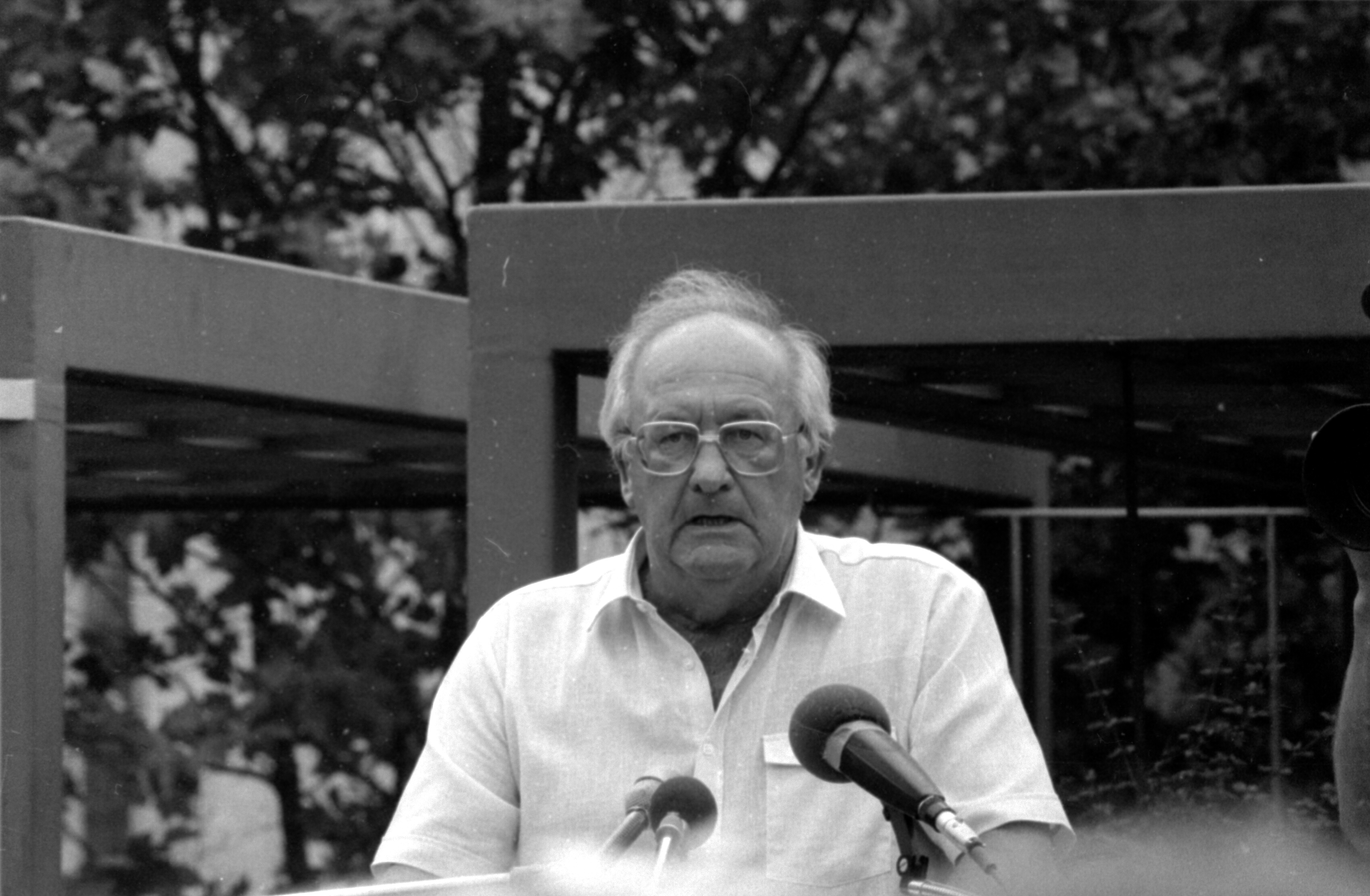
Julius Lehlbach am 31. August 1985 in Mainz

Julius Lehlbach (* 24. Februar 1922 in Mannheim; † 4. März 2001 in Mainz) war ein deutscher Gewerkschafter und Politiker (SPD).

## Leben
Nach dem Besuch des Lessing-Realgymnasiums und der Friedrich-List Wirtschaftsoberschule in Mannheim wurde Lehlbach zur Wehrmacht eingezogen und nahm als Soldat am Zweiten Weltkrieg teil. Ab 1945 arbeitete er als Industriekaufmann in der chemischen Industrie. Er nahm im Jahr 1950 eine Tätigkeit als Gewerkschaftssekretär in Mannheim auf, wechselte später in gleicher Funktion nach Frankfurt am Main und wurde 1959 stellvertretender Vorsitzender des DGB-Landesbezirks Hessen. Im Jahr 1965 verlegte er seinen Wohnsitz nach Mainz-Laubenheim. Von 1965 bis 1986 war er als Nachfolger von Karl Thorwirth Vorsitzender des DGB-Landesbezirks Rheinland-Pfalz. Von 1966 bis 1986 fungierte er mit Unterbrechungen als Vorstandsvorsitzender der LVA Rheinland-Pfalz mit Sitz in Speyer.
Bei den Landtagswahlen 1971 und 1975 wurde Lehlbach jeweils über die Landesliste der SPD in den Rheinland-Pfälzischen Landtag gewählt, dem er bis 1979 angehörte. Im Parlament war er von 1971 bis 1979 Mitglied des Ausschusses für Wirtschaft und Verkehr und von 1975 bis 1979 Vorsitzender des Kulturpolitischen Ausschusses. Seit Beginn der 1980er Jahre betätigte er sich aktiv in der Friedensbewegung. Als Gegner des NATO-Doppelbeschlusses setzte er sich gegen die Stationierung von chemischen Waffen in der Pfalz ein.
Lehlbach gehörte dem Kuratorium und Senat der Universität Mainz an. Er war Mitglied des Aufsichtsrates der Neue Heimat Südwest und des Aufsichtsrates der Landesbank und Girozentrale Rheinland-Pfalz.

## Auszeichnungen und Ehrungen
Lehlbach war Ehrenbürger der Johannes Gutenberg-Universität Mainz. Eine Verleihung des Bundesverdienstkreuzes hatte er mehrfach abgelehnt. Im Jahr 1990 wurde er von der SPD Rheinland-Pfalz mit der Wilhelm-Dröscher-Plakette geehrt. Das DGB-Haus in der Mainzer Kaiserstraße wurde im Jahr 2014 nach Lehlbach benannt.